# Зелсинген
Зелсинген (њем. Selsingen) општина је у њемачкој савезној држави Доња Саксонија. Једно је од 57 општинских средишта округа Ротенбург (Виме). Према процјени из 2010. у општини је живјело 3.415 становника. Посједује регионалну шифру (AGS) 3357043.

## Географски и демографски подаци
Зелсинген се налази у савезној држави Доња Саксонија у округу Ротенбург (Виме). Општина се налази на надморској висини од 27 метара. Површина општине износи 41,9 km². У самом мјесту је, према процјени из 2010. године, живјело 3.415 становника. Просјечна густина становништва износи 82 становника/km².